# Estandarte Real de Dinamarca

Estandarte Real de Dinamarca.

El Estandarte Real de Dinamarca es la enseña personal del monarca de aquel país. Consiste en la bandera nacional o Dannebrog, que es un paño de color rojo con una cruz nórdica de color blanco, terminada en dos farpas o puntas y a la que se le ha añadido el escudo de armas del monarca danés sobre un fondo blanco de forma cuadrada, situado en el centro de la cruz. 

El estandarte real posee un ratio de 56:107 y el espacio destinado al escudo tiene una longitud de 32 unidades siguiendo la misma escala. La versión actual fue adoptada el 16 de noviembre de 1972, al comienzo del reinado de Margarita II. Este cambio se produjo al modificarse las armas del monarca danés retirándose de las mismas algunos blasones, alusivos a los títulos de "Rey de los godos" "Rey de los vendos" y los correspondientes a los territorios de Holstein, Stormarn, Dithmarschen, Lauenburg y Delmenhorst que estuvieron vinculados con la Dinastía reinante. 

## Miembros de la Familia Real y Regentes
|  |  |  |

Los miembros de la Casa Real poseen estandartes propios, basados en estandarte real, en los que se sustituye el escudo del monarca por el correspondiente a este miembro o por otros elementos. Poseen las mismas proporciones que el estandarte del monarca.

El estandarte del Príncipe Heredero fue creado en el año 1914. En su parte central figura el escudo de Dinamarca, tres leones leopardados de azur (azul) en un campo de oro sembrado de corazones de gules (rojo), rodeado por el collar de la Orden del Elefante y timbrado con la corona real danesa y no con la correspondiente a su título, como figura en su escudo de armas. 

El estandarte del Príncipe Consorte Enrique fue aprobado al acceder la reina Margarita II al trono en el año 1972. En su parte central figura el escudo de armas del príncipe Enrique, en el que figuran en un cuartelado los blasones de Dinamarca y Monpezat. 

Los restantes miembros de la Familia Real utilizan un estandarte, adoptado el 5 de enero de 1905, en la que las armas reales están sustituidas por la corona real danesa. El tamaño del fondo en el que se encuentra representada la corona varía en función de la importancia de cada miembro.

Estandarte real durante el, con los elementos del escudo danés:
En un campo de oro sembrado de corazones de gules, tres leones leopardados de azur, lampasados de gules, armados y coronados de oro.

El Regente de Dinamarca, la persona que asume las funciones del monarca como Jefe de Estado, también cuenta con un estandarte propio adoptado en 1914. En su parte central figuran el cetro, una espada, el orbe o globus cruciger y la corona real danesa.

## Gallardetes
|  |
|  |